# Ірв Доктор
Ірвінг Сейдмон Доктор (англ. Irv Docktor; 10 липня 1918 — 14 лютого 2008) — американський художник і педагог, найбільш відомий своєю роботою ілюстратора книг і журналів у 1950-х і 1960-х роках. Рання робота з історії м'якої обкладинки визначила, що Доктор і Едвард Горі створили одні з найцікавіших і найпривабливіших дизайнів обкладинок у цій галузі.

## Раннє життя
Ірвінг Сейдмон Доктор народився і виріс у Філадельфії. Він закінчив Центральну середню школу у Філадельфії та отримав стипендію в Школі індустріального мистецтва у Філадельфії (нині Університет мистецтв) і Фонді Барнса в Меріоні, штат Пенсільванія. У молодості Доктор займався важкою атлетикою. Навчаючись у коледжі, став позаштатним акторома в балетній трупі Мері Бінні Монтгомері. Одного разу він отримав роботу, коли під час репетиції робив ескізи для танцюристів. Коли Доктор помітив, що виконавцю головної ролі важко підняти партнерку, він втрутився, і йому запропонували позицію на місці.

## Кар'єра

### Ілюстрація
Після закінчення художньої школи Доктор пішов в армію і навчався фотографії. Під час Другої світової війни він служив аерофотофотографом у картографічному підрозділі групи технічної розвідки, що базувалася в Австралії та на Філіппінах. Ескізи, які він зробив у цей період, послужили візуальними референтами для деяких його пізніших робіт, таких як ілюстрації до книги «Ми були там у битві за Батаан» Бенджаміна Аппеля.

### Образотворче мистецтво
У цей період Доктор також продовжував окрему кар'єру художника. Замовлення на створення муралу в 1960 році змусило його тимчасово переїхати з Форт-Лі, штат Нью-Джерсі, до Нью-Йорка, і врешті-решт змістити акцент з комерційної ілюстрації. Наприкінці 1960-х він переорієнтувався на образотворче мистецтво, виставляючи картини в численних галереях та на художніх виставках у Нью-Йорку, Нью-Джерсі, Пенсильванії та Коннектикуті. Окрім пейзажів та оголеної натури, Доктор також неодноразово повертався до серії картин, яку він назвав «Спадщина», із зіставленими фігурами та обличчями з сільського життя старого світу. «Технічна досконалість, містичні характеристики та пафос надають його мистецтву вишуканої, естетичної якості», — зауважив один із рецензентів у 1963 році.
Доктор викладав на півставки у Школі образотворчого та промислового мистецтва Ньюарка. У віці 60 років він почав викладати на повну ставку у Вищій школі мистецтва та дизайну в Нью-Йорку, що стало його першою постійною роботою, на якій він пропрацював 15 років.

## Особисте життя
Доктор одружився з Мілдред Сільвією Гіммельштайн.
У 1957 році Доктор жив у будинку з видом на річку Гудзон. Після того, як у 1960 році він отримав замовлення на розпис у Нью-Йорку, він проводив там більшу частину свого часу. У 1975 році вони повернулися до Форт-Лі, Нью-Джерсі. Вони часто відвідували музеї, театри, Метрополітен-оперу, Філармонію, Американський балетний театр і Нью-Йоркський міський балет. Під час виступу Доктор замальовував те, що він бачив у своїй копії Playbill.
Доктор помер 14 лютого 2008 року.

## Опубліковані праці

### Книги
- Clark Gavin, Foul, False, and Infamous: Famous Libel and Slander Cases of History (Abelard, 1950)
- Patricia Highsmith, Strangers on a Train (Harper, 1950)
- Selwyn Jepson, The Hungry Spider (Doubleday, 1950)
- Theodora DuBois, High Tension (Doubleday, 1950)
- Christiana Brand, Cat and Mouse (Knopf, 1950)
- David William Meredith [Earl Schenck Miers], The Christmas Card Murders (Knopf, 1951)
- Jessamyn West, The Witch Diggers (Harcourt, Brace, 1951)
- Ed Lacy, The Best that Ever Did It (Harper, 1955)
- Leigh Brackett, The Long Tomorrow (Doubleday, 1955)
- Lucile Iremonger, The Young Traveler in the West Indies (Dutton, 1955)
- Ruth Adams Knight, First the Lightning (Doubleday, 1955)
- Ullin W. Leavell, Mary Louise Friebele, Tracie Cushman, Paths to Follow (American Book Company, New York, 1956)
- J. T. McIntosh, Rule of the Pagbeasts (Crest 150, 1956)
- Sylvia Tate, The Fuzzy Pink Nightgown (Harper, 1956)
- Anon. [Gladys Parrish], Madame Solario: A Novel (Viking, 1956)
- Carl Carmer, The Screaming Ghost (Knopf, 1956)
- Booton Herndon, Bergdorf's in the Plaza (Knopf, 1956)
- Norman Dale, The Casket and the Sword (Harper, 1956)
- Nora Benjamin Kubie, King Solomon's Horses (Harper, 1956)
- Lincoln Steffens, The Autobiography of Lincoln Steffens (Grosset & Dunlap Universal Library, 1956)
- John P. Marquand, The Late George Apley (Grosset & Dunlap Universal Library, 1956)
- Carlo Levi, Christ Stopped at Eboli (Grosset & Dunlap Universal Library, 1956)
- Norman Douglas, South Wind (Grosset & Dunlap Universal Library, 1956)
- John Steinbeck, The Wayward Bus (Grosset & Dunlap, 1956)
- Herman Melville, Typee (Grosset & Dunlap, 1956)
- Leo Tolstoy, War and Peace (Grosset & Dunlap, 1956)
- Fyodor Dostoyevsky, The Brothers Karamazov (Grosset & Dunlap, 1956)
- Benjamin Appel, We Were There in the Klondike Gold Rush (Grosset & Dunlap, 1956)
- W. R. Burnett, Pale Moon (Knopf, 1956)
- Leonard Bishop, Creep Into Thy Narrow Bed (Pyramid G206, 1956)
- Erskine Caldwell, Georgia Boy (Grosset & Dunlap, 1957)
- Erskine Caldwell, God's Little Acre (Grosset & Dunlap, 1957)
- Erskine Caldwell, The Sure Hand of God (Grosset & Dunlap, 1957)
- Erskine Caldwell, Tobacco Road (Grosset & Dunlap, 1957)
- Erskine Caldwell, Tragic Ground (Grosset & Dunlap, 1957)
- Maria Bellonci, The Life And Times of Lucrezia Borgia (Grosset & Dunlap Universal Library, 1957)
- Zsolt de Harsanyi, The Star-Gazer (Grosset & Dunlap Universal Library, 1957)
- Mary Freeman, D. H. Lawrence: A Basic Study of His Ideas (Grosset & Dunlap Universal Library, 1957)
- Herman Melville, The Shorter Novels (Grosset & Dunlap Universal Library, 1957)
- Lloyd Lewis, Myths after Lincoln (Grosset & Dunlap Universal Library, 1957)
- Henrik Ibsen, Four Plays of Henrik Ibsen (Grosset & Dunlap Universal Library, 1957)
- Benjamin Appel, We Were There at the Battle for Bataan (Grosset & Dunlap, 1957)
- William Goldman, The Temple of Gold (Knopf, 1957)
- Ercole Patti, A Roman Affair (William Sloane, 1957)
- Vinnie Williams, The Fruit Tramp (Harper, 1957)
- Francis Steegmuller, Maupassant: A Lion on the Path (Grosset & Dunlap Universal Library, 1958)
- James Mitchell, The Lady is Waiting (Morrow, 1958)
- Elizabeth Cadell, Shadows on the Water (Morrow, 1958)
- Marjorie G. Fribourg, Benkei the Boy-Giant (Sterling, 1958)
- Marjorie G. Fribourg, Bimo: Young Hero of Japan (Sterling, 1958)
- Ben Botkin and Carl Withers, The Illustrated Book of American Folklore (Grosset & Dunlap, 1958)
- Richard Bissell, Say, Darling (Atlantic / Little, Brown, 1958)
- Monica Stirling, Sigh for a Strange Land (Little, Brown, 1958)
- John Coates, The Widow's Tale (William Sloane, 1958)
- Pauline Rush Evans, Good Housekeeping's Best Book of Mystery Stories (Good Housekeeping Magazine, 1958)
- Lillian and Godfrey Frankel, A Scrapbook of Real-Life Stories for Young People (Sterling, 1958)
- Christine Noble Govan and Emmy West, Mystery of the Vanishing Stamp (Sterling, 1958)
- Christine Noble Govan and Emmy West, Mystery at the Haunted House (Sterling, 1959)
- Christine Noble Govan and Emmy West, Mystery at Plum Nelly (Sterling, 1959)
- Christine Noble Govan and Emmy West, Mystery at Fearsome Lake (Sterling, 1960)
- Christine Noble Govan and Emmy West, Mystery at Rock City (Sterling, 1960)
- Christine Noble Govan and Emmy West, Mystery at the Snowed-In Cabin (Sterling, 1961)
- Christine Noble Govan and Emmy West, Mystery at the Echoing Cave (Sterling, 1965)
- John Dickson Carr, Scandal at High Chimneys (Harper, 1959)
- General de Caulaincourt, With Napoleon in Russia (Grosset & Dunlap Universal Library, 1959)
- August Strindberg, Letters of Strindberg to Harriet Bosse (Grosset & Dunlap Universal Library, 1959)
- Margery Sharp, The Eye Of Love (Little, Brown, 1959)
- James Wellard, The Affair In Arcady (Reynal, 1959)
- Dorothy Lee, Freedom and Culture: A Unique View of the Individual in His Society (Prentice Hall, 1959)
- Willa Gibbs, The Dedicated: A Novel of Two Doctors (Morrow, 1959)
- Julian Mayfield, The Hit (Pocket 1229, 1959)
- Samuel Butler, The Way of All Flesh (Washington Square Press W561, 1959)
- Francoise des Ligneris, Psyche 59 (Avon T-482, 1959)
- Francoise des Ligneris, Fort Frederick (Avon #T-456, 1960)
- Helen McCloy, The Slayer and the Slain (1960)
- Muse A. Norcross, Li-Ho of the Boat People (Franklin Watts, 1960)
- Alexander Rose, Four Horse Players are Missing (Coward-McCann, 1960)
- Charmian Clift, Walk to the Paradise Gardens (Harper, 1960)
- Alice Ekert-Rotholz, A Net of Gold (Viking, 1960)
- Murray Gitlin, All the Voices (Coward-McCann, 1960)
- Louis Vaczek, The Troubadour (William Sloane, 1960)
- Marjorie Vetter, Journey for Jennifer (Scholastic, 1960)
- Edgar Allan Poe, Ten Great Mysteries, ed. Groff Conklin (Scholastic T-210, 1960)
- Edgar Allan Poe, Eight Tales of Terror (Scholastic T-290, 1961)
- Lawrence Williams, The Fiery Furnace (Avon T-497, 1961)
- Jose Luis De Vilallonga, The Man of Blood (Berkley Medallion G503, 1961)
- Peter Elstob, Warriors for the Working Day (Coward-McCann, 1961)
- Guy de Maupassant, Contes Choisis (Doubleday, 1961)
- Elliott Arnold, Brave Jimmy Stone (Knopf, 1962)
- Ervin Seale, Learn to Live: The Meaning of the Parables (Morrow, 1962)
- Anne Colver, Abraham Lincoln for the People (Scholastic TW359, 1962)
- Philip Van Doren Stern, Great Ghost Stories (Washington Square Press 592, 1962)
- Mary MacEwan, ed., Stories of Suspense (Scholastic T 487, 1963)
- Robert A. Heinlein, Glory Road (Putnam, 1963)
- Robert A. Heinlein, Podkayne of Mars (Putnam, 1963)
- Robert A. Heinlein, Farnham's Freehold (Putnam, 1964)
- Robert A. Heinlein, Orphans of the Sky (Putnam, 1964)
- Robert A. Heinlein, The Moon is a Harsh Mistress (Putnam, 1966)
- Robert Arthur, Ghosts and More Ghosts (Random House, 1963)
- Roger Fulford, George the Fourth (Capricorn CAP 78, 1963)
- Dorothy M. Fraser, Discovering Our World's History (American Book Company, 1964)
- Charlotte Jay, A Hank of Hair (Harper, 1964)
- Oscar Pinkus, Friends & Lovers (Midwood Tower 347, 1964)
- Alan Riefe, Tales of Horror (Scholastic 10063, 1965)
- James Blish, Mission to the Heart Stars (Putnam, 1965)
- Jakov Lind, Soul of Wood and Other Stories (Crest R897, 1966)
- Daoma Winston, The Wakefield Witches (Award 0185, 1966)
- Laura Duchamp, Duet (Midwood, 1966)
- Record albums
- Ellabelle Davis, Ellabelle Davis Sings Negro Spirituals (Camden LPS 182, 1950)
- Prince Onago & Princess Muana & Native Drummers of the Belgian Congo: The Drums of Africa (20th Century Fox FOX 3000, 1959)
- Djamal Aslan, Lebanon: Her Heart, Her Sounds (20th Century Fox FOX 3001, 1959)
- Nina Dova, Child of the Sun: Songs from the Torrid Zone (20th Century Fox FOX 3014, 1959)
- Enrico Simonetti Orchestra, Bravissimo! (20th Century Fox FOX 3015, 1959)
- Hugo Montenegro with 20th Century Strings, 20th Century Strings, Volume 1 (20th Century Fox FOX 3018, 1959)
- Glenn Miller & His Orchestra, Original Film Soundtracks, Volume 1 (20th Century Fox FOX 3020, 1959)
- Glenn Miller & His Orchestra, Original Film Soundtracks, Volume 2 (20th Century Fox FOX 3021, 1959)
- Tommy Dorsey and His Greatest Band Vol. 1 (20th Century Fox FOX 3022, 1959)
- Tommy Dorsey and His Greatest Band Vol. 2 (20th Century Fox FOX 3023, 1959)
- Woof Whistler & His Terriers, „Woof“ (20th Century Fox FOX 3024, 1960)
- Al Martino, Al Martino (20th Century Fox FOX 3025, 1960)
- The Dixie Double-Cats, Is It True What They Say About Dixie? (20th Century Fox FOX 3027, 1960)
- The Dew Drops, Rain (20th Century Fox FOX 3028, 1960)
- Art Tatum, Discoveries (20th Century Fox FOX 3029/SFX 3029, 1960)
- Hugo Montenegro with 20th Century Strings, Great Standards: The 20th Century Strings, Volume 3 (20th Century Fox FOX 3030, 1960)
- Art Tatum, Piano Discoveries (20th Century Fox FOX 3033/SFX 3033, 1960)
- Jon Ern and the Olympic Festival Orchestra, Songs of the Olympic Years (20th Century Fox FOX 3042, 1961)
- Harry Simeone Chorale, The Little Drummer Boy (20th Century Fox TFM 3100, 1963)
- Harry Fryer and His Orchestra, March Medley (London LPB 197)
- Richard Strauss, Also Sprach Zarathustra (London LLP 232)
- Pyotr Ilyich Tchaikovsky, Symphony No. 6 („Pathetique“) (London LLP 257)
- Ludwig van Beethoven, Symphony No. 9 (Record of the Month Club, 1956)
- Serendipity Singers, Love Is a State of Mind (United Artists UAS 6619, 1967)

### Журнали
- Ace
- All Girls
- Amazing
- Applause
- Boy's Life
- Calling All Girls
- Cavalcade»
- Children's Digest
- Christian Herald
- Collier's
- Compact
- Coronet
- Creepy
- Escapade
- Every Woman
- Family Weekly (Chicago)
- Galaxy Science Fiction
- Gent
- Gourmet
- Harpers
- Hi-Life
- High
- House Beautiful
- Life Magazine
- Management Review
- Mineral Digest
- Monsieur
- Nugget
- Pageant
- Parent's Magazine
- Playboy
- Redbook
- Rex
- The Saint Mystery Magazine
- Snowflake
- Suburbia (Chicago)
- Tween
- Westminster
- Women of Italy
- Women of the Orient
- Young Americans